# Schönewörde
Schönewörde er en kommune i den vestlige del af Landkreis Gifhorn i den tyske delstat Niedersachsen. Den ligger i den nordvestlige del af amtet (Samtgemeinde) Wesendorf .
Schönewörde ligger mellem naturparkerne Südheide og Elm-Lappwald ved floden Ise, der løber ud i Aller i Gifhorn.

## Trafik
- Schönewörde ligger øst for Bundesstraße B 4 Uelzen–Braunschweig.
- Elbe-Seitenkanal løber i den østlige del af kommunen.
- Kommunen har holdeplads på Jernbanen Braunschweig–Uelzen.